# Constituição da França
A Constituição da Quinta República Francesa ou simplesmente Constituição da França é a lei fundamental vigente na França desde 4 de outubro de 1958, substituindo à da Quarta República, adotada em 1946. O conceito foi cunhado por Charles de Gaulle e Michel Debré, este último considerado o "pai" da Constituição. Esta é a 15.ª constituição adotada oficialmente no país em um total de 22 escritas desde a Revolução Francesa.

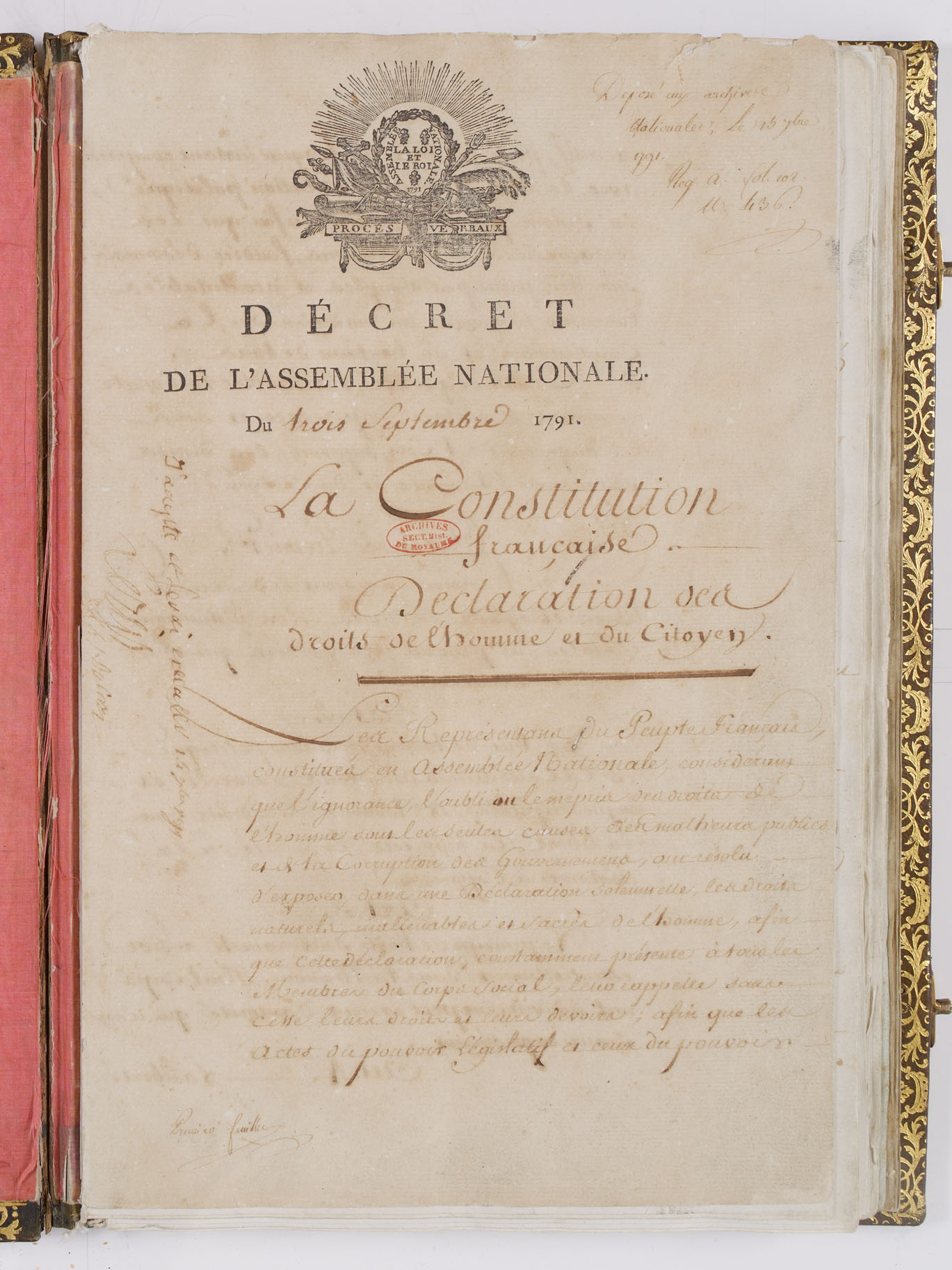
Constituição Francesa de 1791, exposta no Arquivo Nacional da França

É dividida em um preâmbulo e 89 artigos, distribuídos em 16 seções. Este preâmbulo refere-se a três textos fundamentais na história política francesa: Declaração dos Direitos do Homem e do Cidadão, Constituição francesa de 1946 e a Carta Ambiental de 2004.
Charles de Gaulle foi a principal força motriz na introdução da nova Constituição e na inauguração da Quinta República, enquanto o texto foi redigido por Michel Debré. Desde então, a Constituição foi emendada vinte e cinco vezes, até 2024.